# Argiope manila
Argiope manila là một loài nhện trong họ Araneidae.
Loài này thuộc chi Argiope. Argiope manila được Herbert Walter Levi miêu tả năm 1983.